# Michel Séonnet
Michel Séonnet est un écrivain français né le 17 novembre 1953 à Nice.

## Biographie
Natif de Nice, Michel Séonnet a longtemps accompagné le travail d’Armand Gatti dont il a publié et préfacé les œuvres aux Éditions Verdier. Il a également publié plusieurs romans ou essais aux Editions de L'Amourier, aux Éditions Verdier et aux Éditions Gallimard, ainsi que des albums jeunesse.

## Œuvres

### Petits Points cardinaux éditeur
- Eugène B., Mélodies et chansons, 2019
- David, le roi de dieu, 2018

### Aux éditions de L'Amourier
- Jacques-Stephen Alexis ou le voyage vers la lune de la belle amour humaine, essai, 2022 (réédition)[2],[3],[4]
- L'enfant qui regardait la mer, récit, 2016
- Le pays que je te ferai voir, roman, 2014
- Un peu de toi, récit, 2012
- Trois ânes, conte, 2009
- Petit livre d’heures à l’usage de ma sœur, 2006

### Aux éditions Gallimard
- Armand Gatti - Comme battements d'ailes : poésie, 1961-1999, choix et préface de Michel Séonnet, 2019[5]
- La marque du père, collection « L’un et l’autre », 2007[6]
- Le pas de l’âne, roman, Gallimard 2005[7]
- Dietrich Bonhoeffer, sans autre guide ni lumière, collection « L’un et l’autre », 2002[8]
- La Chambre obscure, roman, 2000

### Aux éditions Verdier
- Armand Gatti - La parole errante, préface de Michel Séonnet, 2000[1]
- Armand Gatti - La part en trop, préface de Michel Séonnet, 1997
- La tour sarrasine, roman, 1996[9],[10],[11]
- Que dirai-je aux enfants de la nuit ? roman, 1994[12]
- Œuvres théâtrales d'Armand Gatti, préface et présentations des pièces de Michel Séonnet, 1991

#### Aux éditions Créaphis
- Tanger côté mer, avec des photographies d’Olivier Pasquiers, 2010
- Le vent vivant des peuples, illustrations de Ronald Curchod,  2006
- Les oubliés de guerre, avec des photographies d’Olivier Pasquiers, 2006

### Chez d'autres éditeurs
- L'homme qui allait devenir le pape François, roman, Hachette, 2015
- Une vie de quinze ans, récit, Desclée de Brouwer, 2012[13]
- Ces canards qui volaient contre le vent, Armand Gatti à Saint-Nazaire, Maison des écrivains étrangers et des traducteurs, 2010
- Carnets du pays de Langres, avec des photographies d’Olivier Pasquiers, Dominique Guéniot éditeur, 2006
- Le Musée de Langres, l’invention d’un pays, avec des photographies d’Olivier Pasquiers, Jean-Marc Brétegnier, Dominique Guéniot éditeur, 2006
- Cognelot, fort sans guerre, avec des photographies d’Olivier Pasquiers, Jean-Marc Brétegnier, Dominique Guéniot éditeur, 2005
- Le canal : de la Marne à la Saône : partage d'eau, avec des photographies d’Olivier Pasquiers, Jean-Marc Brétegnier, Dominique Guéniot éditeur, 2005
- Morimond, au fond du monde, avec des photographies d’Olivier Pasquiers, Jean-Marc Brétegnier, Dominique Guéniot éditeur, 2005
- Auberive, de blanc et de rouge, avec des photographies d’Olivier Pasquiers, Jean-Marc Brétegnier, Dominique Guéniot éditeur, 2005
- Nice, le bleu du galet, récit, Editions Point de Mire, 2004
- Gatti, journal illustré d'une écriture, essai, Artefact, 1987
- Jacques-Stephen Alexis ou le voyage vers la lune de la belle amour humaine, essai, Editions Pierres Hérétiques, 1983[14] (réédition en 2022 aux éditions de L'Amourier)
- Le cycle des hommes couvertures, essai, in "Notes de travail en Ulster", Pierres Hérétiques, 1982

### Littérature jeunesse
- Un jour particulier, L’Élan vert, 2019
- L'enfant aux pistolet, L’Élan vert, 2012
- Tous pas pareils, tous pareils / Tous en couleurs, tous en bonheurs, Rue du Monde, 2010[15]
- En attendant les hirondelles, Éditions Thierry Magnier, 2004
- Madassa, Éditions Sarbacane, 2003
- Les trente marchands, Editions Thierry Magnier, 2002[16]
- Dis papa tu joues avec moi, Bayard, 1981-1990